# 安第斯红鹳
安第斯紅鸛（學名：Phoenicopterus andinus），又名安第斯火烈鳥，是只分佈在安地斯山脈的火烈鳥。牠們分佈在秘魯南部、玻利維亞、智利北部及阿根廷西北部。牠們是較細小的詹姆斯火烈鳥的近親，同被分類為Phoenicoparrus。
安第斯紅鸛會在泥丘上產一隻白色的蛋。
安第斯紅鸛會以特製的喙來濾食水中細小的食物。牠們的下頜很深及窄，可以吃細小的食物如矽藻。
安第斯紅鸛的羽毛是粉紅白色的。牠們是唯一一種火烈鳥擁有黃色的腳。其喙也是黃色，但頂端較詹姆斯火烈鳥的喙多黑色。
安第斯紅鸛由於獵殺、繁殖時間長及缺乏繁殖地而面臨滅絕的威脅。

## 外部連結
- Flamingo Resource Centre
- BirdLife Species Factsheet
- ARKive